# 冠龙属 (兽脚亚目)
五彩冠龍（學名：Guanlong wucaii）是暴龍超科下的一種恐龍，屬於原角鼻龍科，是其已知最早的暴龍類恐龍之一，生活於1億6000萬年前侏羅紀晚期牛津階，比牠著名的親屬暴龍要早9千2百萬年。

## 發現及物種

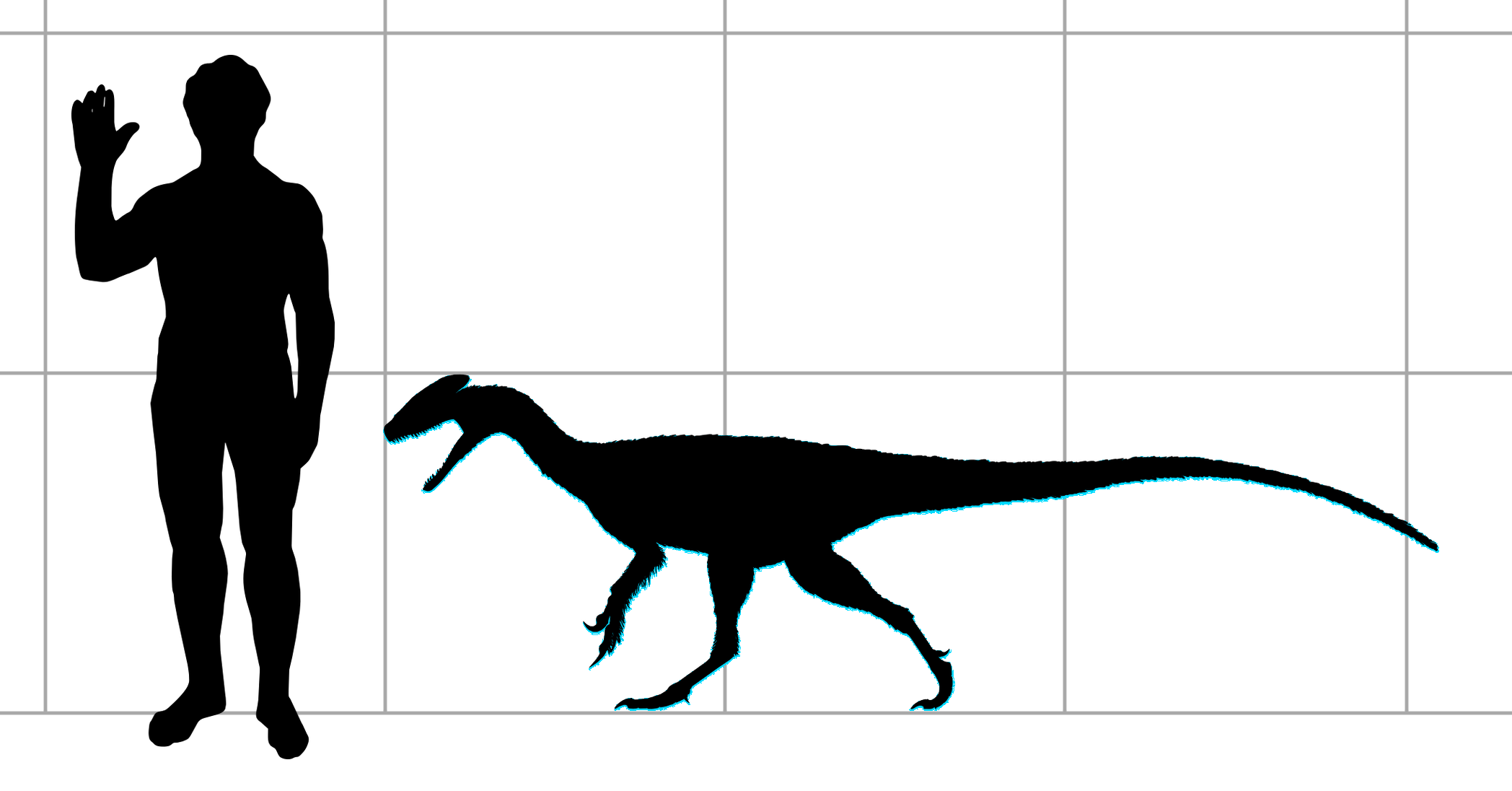
五彩冠龍與人類的體型比較

五彩冠龍被估計約有3米長，牠是雙足恐龍，與後期的暴龍類有許多共同特徵，但冠龍有一些獨特的地方，如牠頭上的大冠。不像後期的暴龍類，五彩冠龍的前肢很長，肢上有三指。除了獨特的冠外，牠與近親的帝龍相似，可能與帝龍一樣有一層原始羽毛。五彩冠龍可能與有相似的冠的單脊龍生活於相同時代的相同地區。
五彩冠龍是由喬治華盛頓大學的科學家在中國準噶爾盆地五彩灣的石樹溝組地層發現，並於2006年由[徐星_(古生物学家)|[徐星]]等人命名。五彩冠龍的屬名是以牠獨特的冠來取的，但卻與冠龍（又稱盔頭龍）的中文譯名相同。種小名的「五彩」指發現地五彩灣，因該地岩石呈五種色彩而得名。

## 標本

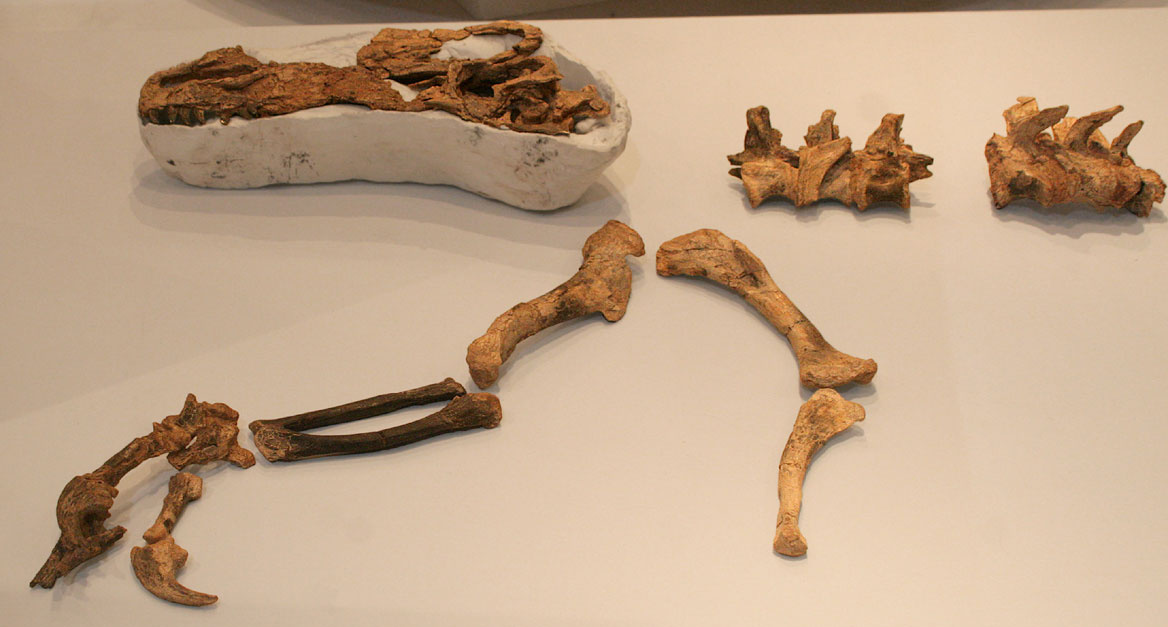
五彩冠龍的正模標本

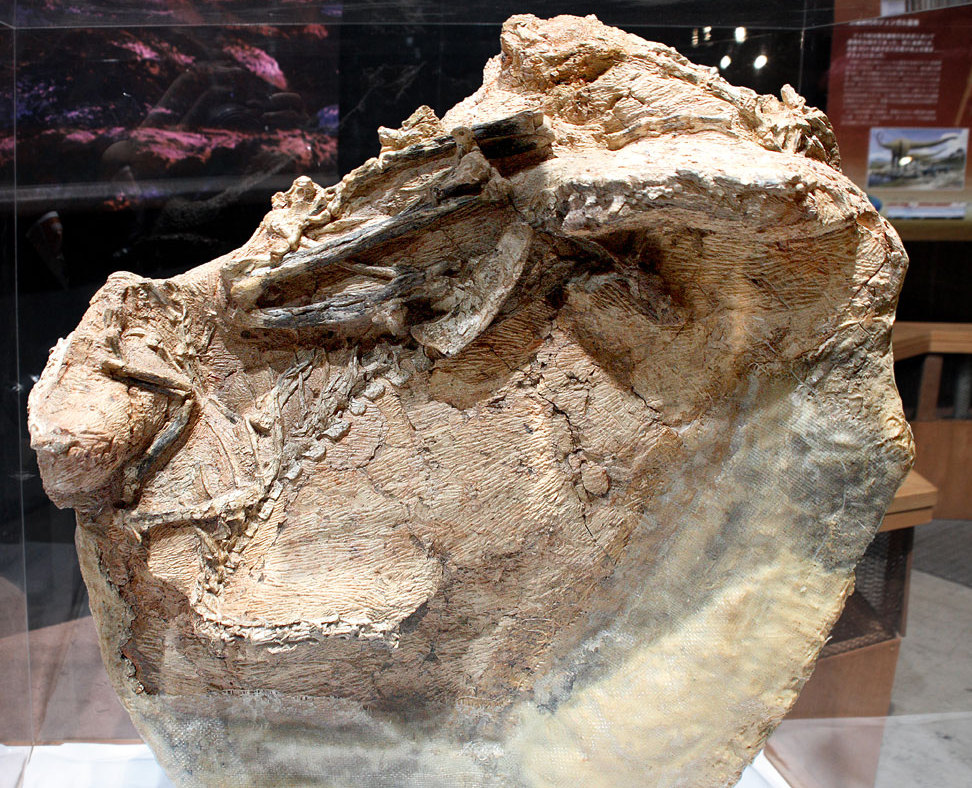
未成年個體IVPP V14532，頭部在圖中朝向下方

五彩冠龍現有兩個標本。正模標本（編號IVPP V14531）是較為完整，部分呈現天然狀態的成體骨骼。另一個則是未成年個體的標本（編號IVPP V14532），而其骨骼接近完整及完全天然狀態的。未成熟個體標本的頭顱骨冠飾明顯較小，及只限於在鼻端的前部份，而成體的冠則較大及更為廣闊。兩個標本的冠都很薄，可見它很有可能只是用作裝飾。

## 分類
五彩冠龍在2006年發表時，被認為是暴龍超科最基部的類群，但在同年十月舉行的古脊椎動物學會年會上，湯瑪斯·卡爾發布他的分析結果，顯示五彩冠龍與發現自同一地層的單脊龍具有姊妹群的關係，甚至有可能是未成年的單脊龍。葛瑞格利·保羅在他2010年的著作中提出類似的觀點，但與卡爾不同的是，保羅將五彩冠龍視為單脊龍屬的第二個物種「五彩單脊龍」（Monolophosaurus wucaii），而非將軍單脊龍的亞成體。
2010年，史蒂芬·布魯薩特等人在單脊龍頭骨的研究中比較了單脊龍與五彩冠龍的頭骨形態，得出五彩冠龍屬於基礎暴龍超科的結論；而五彩冠龍與單脊龍的頭冠雖然相似，兩者可能不是同源的構造。其後的研究也支持這項推論，並進一步將五彩冠龍歸類為暴龍超科的原角鼻龍科。
以下為卡爾和布魯薩特在2016年的研究中得出的原角鼻龍科演化樹：

|  | 哈卡斯龍屬                                              |
|  |                                                         |
|  | \| \| 羽暴龍屬 \| \| \| \| \| \| 中國暴龍屬 \| \| \| \| |
|  |                                                         |
|  | 羽暴龍屬                                                |
|  |                                                         |
|  | 中國暴龍屬                                              |
|  |                                                         |

|  | 羽暴龍屬   |
|  |            |
|  | 中國暴龍屬 |
|  |            |

|  | 哈卡斯龍屬                                              |
|  |                                                         |
|  | \| \| 羽暴龍屬 \| \| \| \| \| \| 中國暴龍屬 \| \| \| \| |
|  |                                                         |
|  | 羽暴龍屬                                                |
|  |                                                         |
|  | 中國暴龍屬                                              |
|  |                                                         |

|  | 羽暴龍屬   |
|  |            |
|  | 中國暴龍屬 |
|  |            |

|  | 哈卡斯龍屬                                              |
|  |                                                         |
|  | \| \| 羽暴龍屬 \| \| \| \| \| \| 中國暴龍屬 \| \| \| \| |
|  |                                                         |
|  | 羽暴龍屬                                                |
|  |                                                         |
|  | 中國暴龍屬                                              |
|  |                                                         |

|  | 羽暴龍屬   |
|  |            |
|  | 中國暴龍屬 |
|  |            |

|  | 哈卡斯龍屬                                              |
|  |                                                         |
|  | \| \| 羽暴龍屬 \| \| \| \| \| \| 中國暴龍屬 \| \| \| \| |
|  |                                                         |
|  | 羽暴龍屬                                                |
|  |                                                         |
|  | 中國暴龍屬                                              |
|  |                                                         |

|  | 羽暴龍屬   |
|  |            |
|  | 中國暴龍屬 |
|  |            |

## 大眾文化
- 國家地理頻道的電視節目《恐龍大解密》（Dino Death Trap），是五彩冠龍首次出現於媒體，該節目敘述了五彩冠龍的發現，以及中國的一個「死亡之坑」，並簡述五彩冠龍的生態位、在暴龍超科的演化地位。
- 2009年的動畫電影《冰原歷險記3：恐龍現身》（Ice Age: Dawn of the Dinosaurs），出現了一群五彩冠龍[6]。
- 探索頻道在2011年的電視節目《恐龍王朝》（Dinosaur Revolution）第三集中，一對五彩冠龍獵捕獺形狸尾獸失敗，之後獵捕遠古翔獸（Volaticotherium antiquum）也失敗，最後被一群史前鱷魚圍困在小島上。

## 外部連結
- 五彩冠龍的圖片（页面存档备份，存于）
- (BBC News), "Oldest T. rex relative unveiled" 8 February 2006（页面存档备份，存于）
- (National Geographic), "Tyrannosaur Trap" July 2008（页面存档备份，存于） Accessed 17 June 2008